# Relena Darlian
Relena Darlian es un personaje ficticio de la serie de animé Gundam Wing. Es uno de los personajes centrales, debido a la influencia que ejerce sobre la trama y sobre el personaje de Heero Yuy, a quien muchos han ligado sentimentalmente. Es la hija adoptiva del embajador Darlian y biológica del Rey Peacecraf, quien fuera soberano del Reino Sanc y poseyera una firme visión pacifista, la cual Relena, claramente, ha heredado.
Relena resulta un personaje clave a lo largo de la serie, dado principalmente, a que parece esta siempre en medio de las tensiones políticas que persisten a lo largo de toda la misma, así como por la notoria influencia que ejerce sobre el protagonista Heero Yuy, quien si bien nunca esclarece sus sentimientos por Relena (si es que los posee), experimenta un cambio radical de personalidad durante el transcurso de los sucesos de la serie, gracias a la visión de Relena.

## Personalidad
Relena es una joven, inteligente, educada, sensible y cortés con todos, esto se debe a la crianza tan pura y en cierta medida aristocrática que se le dio, pero su personalidad dista mucho del tradicionalismo aristocrático, presente por ejemplo en el mismo Treize Khushrenada. Por el contrario, Relena es amable y humilde, no se considera más que los demás, aun siendo una persona de alta posición social, económica y política, y nunca ha buscado el poder, lo cual es una ironía dado que en su desprendimiento de ambiciones, con el objeto de ayudar a solucionar los problemas y conflictos, termina convirtiéndose en la Reina de la Nación Mundial.
Otro rasgo de Relena, es su aversión por las acciones violentas o militares, siendo esto un contraste con Heero Yuy, quien es un soldado de perfecto desempeño. Sólo una vez, cegada por el odio que le profesaba en el momento a OZ y a Lady Une, por haber matado a su padre y por todos los problemas que estaban ocasionando, Relena tomó una pistola y disparó a la propia Lady Une, pero no llegó siquiera a herirla y se notó que estaba en medio de un conflicto interno, dado que lloraba mientras disparaba.

## Primeros años
Relena, nació en el Reino de Sanc, como la segunda hija del Rey de dicha nación, sin embargo, el Reino Sanc, de corte pacifista, fue atacado por la Alianza Unida de la Esfera Terrestre, cuya política militarista, se veía amenazada por el creciente movimiento pacifista, promovido por la monarquía Sanc. Así, la familia Peacecraft es asesinada y el Reino Sanc, cae a manos de la Alianza, pero Relena sobrevive, porque un gran amigo de la familia y miembro del cuerpo diplomático del Reino, escapa con ella, cuando era bebé, para luego adoptarla como su hija, este era quien se convertiría en el Viceministro de Relaciones Exteriores Darlian, un influyente diplomático, muy querido en las colonias, debido a su visión pacifista, misma razón por la cual los miembros de la Alianza Terrestre lo detestan.
Relena, crece en medio de privilegios, educada como una acaudalada dama de sociedad y desarrolla una visión pacifista, tan arraigada como la de sus padres, tanto biológicos como adoptivos, a la par de también su clásico carácter lleno de sensibilidad y cortesía, pero ignorante de que es adoptada y también de la historia de su familia.

## Operación Meteoro
Hasta entonces, Relena simplemente había disfrutado de una vida prospera, pero en pleno viaje de regreso a la tierra, acompañando a su padre el Viceministro de Relaciones Exteriores Darlian, tras haber finalziado una misión diplomática, ella ve por la ventana de la nave, lo que parece ser una estrella incandescente, seguido de una serie de explosiones. Aunque sorprendida, no ha entendido lo que ha ocurrido, pero no así su padre, quien ipso facto, al aterrizar en la tierra, le dice a Relena que vaya a casa, porque el "tiene que resolver unos asuntos".
A Relena, le ofrecen viajar en una limusina, pero ella rechaza la oferta, decidiendo irse sola, para relajarse un poco, en ese momento, mientras pasa por la playa, ve en la arena a un muchacho, el cual viste un traje espacial militar, pero no de la alianza. Ella, inmediatamente va ayudarlo y llama a una ambulancia. Luego decide ver e rostro del muchacho, el cual despierta justo después de que le retire el casco, tratando de activar un explosivo en un intento de suicidio, ante el hecho de haber sido descubierto, pero este falla. Por lo cual decide escapar.
Relena, vuelve a su casa confundida y hace los preparativos para regresar a su colegio, uno de los más prestigiosos, donde la esperan. Pero cuando la muchacha regresa, se topa con la sorpresa de que su profesor les presenta un nuevo alumno, bajo el nombre de Heero Yuy, el joven que ella había visto en la playa aparece frente a su clase.
Relena está sorprendida, pero fiel a su personalidad se dispone a invitar a Heero a su fiesta, con el fin de estrechar una amistad con el joven, pero este rechaza su invitación en público y le susurra al oído que planea matarla.
Sólo el día siguiente, ella, descubre a Heero, tratando de usar misiles en un intento por destruir la evidencia de su Gundam. Heero al darse cuenta de la presencia de Relena la apunta, dispuesto a cumplir su promesa, pero Duo Maxwell interviene hiriéndolo en la pierna y el hombro, salvando a Relena, mientras que efectivos militares de la ALianza Terrestre arrestan a Heero y lo llevan a un hospital donde lo retienen, pero logra escapar gracias a la ayuda de Duo.
Mientras tanto la situación política cambia rápidamente, el padre de Relena es asesinado por consecuencia de una bomba puesta por Lady Une, y agonizando, este le revela a Relena que es adoptada y que sus padres biológicos son los fallecidos reyes del Reino Sanc, y por tanto ella es la heredera al trono.
Tras esto, el grupo de personas que rescató a su padre de los escombros y a ella de OZ, la llevan con su líder el Doctor J, quien le explica toda la situación, tanto de Heero como de la tierra, las colonias y de OZ, mientras que la regresa a la tierra.
Ya de vuelta en su colegio, es víctima de un intento de asesinato por parte de Lady Une, quien planea eliminarla, por ser la única testigo del asesinato del Viceministro de Relaciones Exteriores Darlian, pero es defendida por Heero, quien ahora se ve envuelto en un conflicto interno, pues si bien para él habría sido preferible que muriera, no pudo resistir la reacción de salvarla y protegerla. Entre tanto, Treize, le ordena a Une que se retire, debido a que le concede un favor a Zechs Merquise, de no eliminar a Relena, dado que el primero es su hermano biológico y heredero al trono de Sanc, Milliardo Peacecraft.

## The Eve Wars
Para el momento, OZ da el golpe de Estado a la Alianza, virtualmente sin oposición, y los Gundams engañados destruyen al alto mando de la misma. Ante esto, Relena molesta por todo los problemas que OZ ha causado, y deseosa de vengarse, asiste a una fiesta en el espacio, donde trata de dispararle a Lady Une, fallando en el intento, se ve obligada a huir, perseguida por soldados de OZ, es rescatada por Lucrezia Noin, como favor especial a Zechs, y la conduce al Reino Sanc, el cual ha sido liberado por el mismo Zechs, de manos de la Alianza, pero incapaz de asumir el trono, debido a que no se considera digno de él por las mcuhas muertes que ha causado, le permite a Relena reclamarlo.
De ahí en adelante, Relena se centrará en iniciar una campaña en favor del pacifismo, la cual lleva incluso a la sede de la Fundación Romefeller. Debido a esto y a sus políticas neutrales, la susodicha fundación se ve obligada a respetar al Reino Sanc, dado que está protegido por OZ.
Relena, entonces se entera, de que Zechs es su hermano de mano de Lucrezia Noin y decide encontrarse con él, viajando al Polo Sur, donde Zechs y Heero sostienen una batalla, su presencia, de importancia para ambos combatientes, seguido por la llegada de miembros del ejército de OZ, que han descubierto las operaciones, no autorizadas de Zechs en e Polo Sur, obligan a que el duelo deba concluir y Zechs, escapa.
Mientras Relena, decide volver a las negociaciones con Romefeller, siendo para el momento, cuando la sobrina del líder de tal entidad, el Duque Dermaill, Dorothy Catalonia, ingresa como estudiante a un colegio pacifista del Reino Sanc. Catalonia y Relena, son notoriamente opuestas, mientras que Dorothy, es amante de la guerra y de la emoción, así como su efusividad, Relena mantiene su visión pacifista, la cual trata de inculcarle.
Sin embargo una vez más, el panorama político cambia, el Duque Dermaill pone bajo arresto domiciliario a Treize Khushrenada y OZ, queda dividida, entre los partidarios del anterior, autodenominados como la "Tropa Treize" y los que están con la Fundación. Ahora, sin la protección de OZ, Relena y su proyecto pacifista, enfrentan un futuro incierto.

## El campo de batalla pacifista
Las cosas, empeoran rápidamente, dado que la Tropa Treize, se ven obligados a ingresar a territorios del Reino Sanc, para el momento, Heero se encuentra con ellos, por lo cual, Relena los acepta. Esto es usado como escusa por Dermaill, para ordenar una invasión formal sobre el Reino Sanc, pero éste es defendido por una serie de tropas de Mobille Suits Taurus, que habían sido preparados por Lucrezia Noin, en caso de ser necesaria una fuerza militar, y de los cuales Relena no poseía conocimiento, a los cuales se suman la fuerza del Epyon, manejado en el momento por Heero, quien lo ha recibido de Treize, en Luxemburgo.
La tensión política es evidente, y Relena recibe una oferta del Duque Dermaill, quien le propone convertirse en Reina de su Nación Mundial Unida, pretendiendo usarla como imagen, para el continuar detentando el poder. Relena acepta la oferta, porque vislumbra la posibilidad de cambiar a la Fundación. Esta decisión ocasiona que Heero, considere la posibilidad de asesinarla, pero una vez más, la deja vivir, en este caso, voluntariamente, dándole la oportunidad de "hacer las cosas a su manera". 
Rápidamente Relena, adquiere liderazgo en Romefeller, y prontamente se ve enfrentada al Duque Dermaill, quien al dejar de ser considerado por los demás miembros, como su líder, termina siendo excluido.
Relena, ahora parece haber puesto en marcha el más grande éxito pacifista, pero se verá interrumpido, por la aparición de Colmillo Blanco, organización militar que plantea destruir la tierra, para así lograr la liberación de las colonias y que está liderada por su hermano, Milliardo Peacecraft. 
Ante esto, el Duque Dermaill, pretende aprovechar la oportunidad, instado por su sobrina Dorothy, de destruir el mismo a Colmillo Blanco, para regresar convertido en héroe y reclamar el dominio sobre Romefeller, pero, las tropas de Colmillo Blanco destruyen su flota, y él muere en el proceso.
Relena, incapaz de lanzar órdenes militares, y más en contra de su propio hermano, resuelve ir al espacio, a hablar con él. Mientras, que en la tierra, los preocupados miembros de la fundación, reunidos en el palacio sede de la misma, reciben a Treize y sus tropas, quien les propone entregarle a él, poder total, a cambio de sacarlos de la crisis en que se encuentran, oferta que aceptan, por lo cual Relena es destituida.
Treize convoca a una masiva y gigantesca fuerza militar, que aglomera a todos los ejércitos de OZ, Romefeller y la Tierra, mientras que Relena tras fallar, en un intento por hacer que su hermano se retirara, es rescatada por Heero Yuy de la nave de Colmillon Blanco y luego presencia la batallas final entre la Tierra y el Espacio.
Treize muere en medio de la batalla, Heero, derrota a Milliardo, la tierra es puesta a salvo y OZ y Romefeller, se desintegran, pero no así, la nación Mundial, que permanece con Relena como Reina.